# Starý Kramolín
Starý Kramolín (deutsch: Altgramatin oder Alt Gramatin) ist ein Gemeindeteil von Mutěnín (deutsch Muttersdorf) im westböhmischen Okres Domažlice in Tschechien.

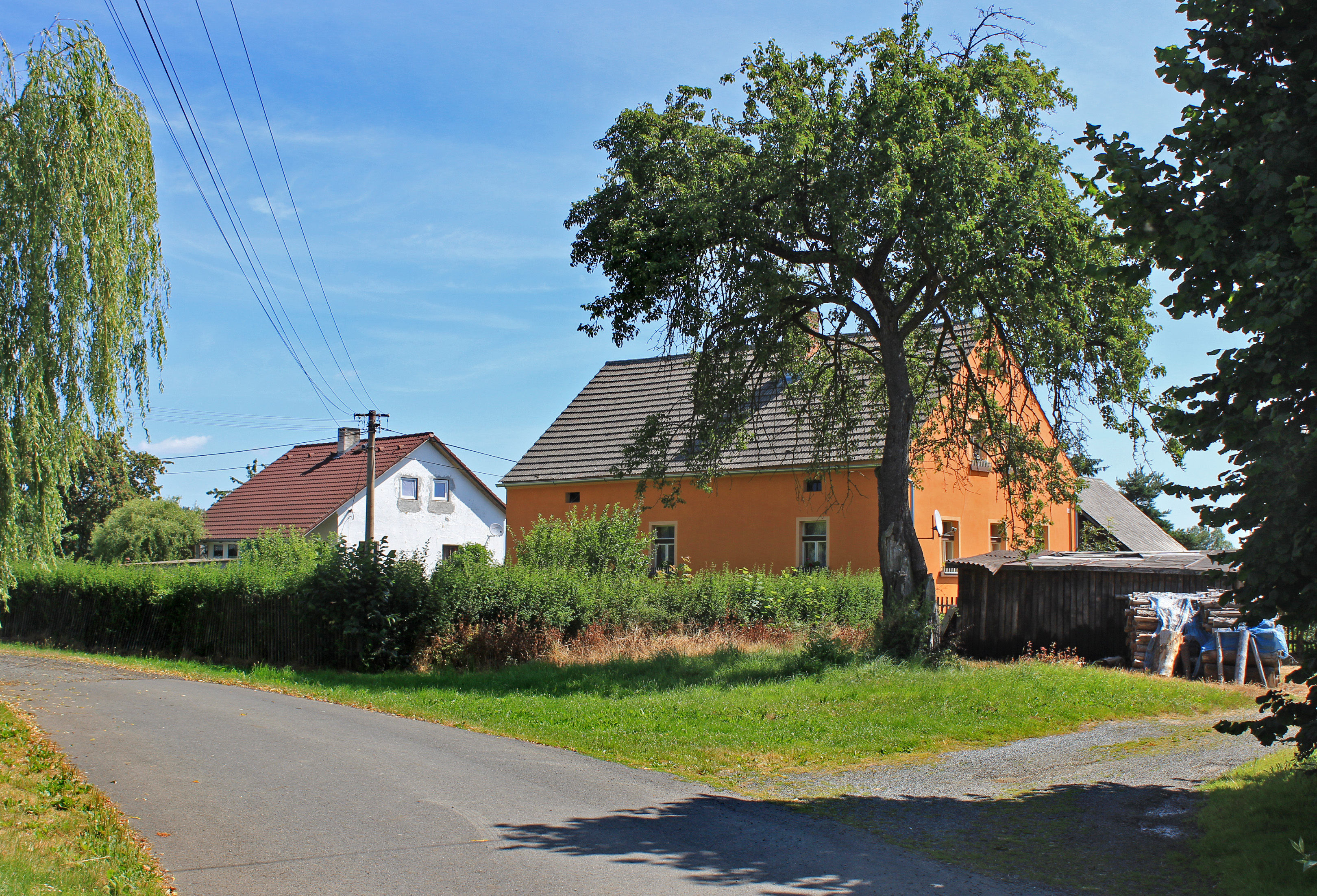
Ansicht von Starý Kramolín

## Geographie
Starý Kramolín liegt circa zwei Kilometer westsüdwestlich von Hostau und einen Kilometer nördlich von Muttersdorf. Das Dorf liegt in einer sehr flachen Mulde am Fuß des Lískovec (Haselberg, 670 m n.m.). Gegen Nordwesten befindet sich die Wüstung Lískovec.

## Geschichte
Ein Ort Gramatin wird erstmals 1379 erwähnt. Es ist nicht festzustellen, ob Altgramatin oder Neugramatin mit dieser Nennung gemeint ist. 
1679 heißt es zum ersten Mal zum Alten Gramatin. Zunächst nach Hostau eingepfarrt, gelangte es 1856 zur Pfarrei Muttersdorf. Im Jahr 1839 hatte das Dorf 28 Häuser mit 194 deutschen Einwohnern. 
Folgende Geschlechter waren hier lange ansässig: Seit 1656 Biberschick, 1666 Kück, 1670 Weber, 1689 Geiger, 1697 Wittmann, 1707 Girg, 1727 Ebenhöh, 1721 Theis, 1747 Lilla, 1770 Muck aus Eslarn, 1755 Lehanka aus Raschnitz und 1768 Gröbner aus Wittana. Ferner waren früher ansässig: Gampf, Zischka, Wollinger, Kneißl, Honsowitz, Strentzl, Ziegler, Pechtl, Werner, Rob, Rohm, Krapfl, Zizmann, Karl, Murrenstein, Kriegelstein, Lobenstein.
Starý Kramolín gehörte nach der Neuordnung der Verwaltung des durch das Münchener Abkommen an Deutschland angegliederten Sudetenlandes von 1939 bis 1945 zum Landkreis Bischofteinitz. Am 3. März 1991 hatte der Ort 12 Einwohner; beim Zensus von 2001 lebten in den 15 Wohnhäusern von Starý Kramolín 15 Personen.